# Campeonato Sul-Americano de Atletismo de 1947
O Campeonato Sul-Americano de Atletismo de 1947 foi organizado pela CONSUDATLE entre os dias 26 de abril a 4 de maio na cidade do Rio de Janeiro, no Brasil. Foram disputadas 32 provas, tendo como destaque a Argentina com 37 medalhas no total. 

## Medalhistas

### Masculino
| Evento                    | Ouro                             | Ouro    | Prata                            | Prata   | Bronze                           | Bronze  |
| ------------------------- | -------------------------------- | ------- | -------------------------------- | ------- | -------------------------------- | ------- |
| 100 metros                | Gerardo Bönnhoff · Argentina     | 11.0    | Santiago Ferrando · Peru         | 11.2    | Carlos Isaack · Argentina        | 11.3    |
| 200 metros                | Alberto Triulzi · Argentina      | 22.0    | Gerardo Bönnhoff · Argentina     | 22.3    | Alberto Labarthe · Chile         | 22.4    |
| 400 metros                | Gustavo Ehlers · Chile           | 49.0    | Antonio Pocovi · Argentina       | 49.2    | Guillermo Avalos · Argentina     | 49.5    |
| 800 metros                | Adán Torres · Argentina          | 1:53.7  | Nilo Riveros · Argentina         | 1:54.3  | Alfonso Rozas · Chile            | 1:54.9  |
| 1 500 metros              | Melchor Palmeiro · Argentina     | 3:57.8  | Nilo Riveros · Argentina         | 4:00.1  | Raúl Inostroza · Chile           | 4:01.7  |
| 3 000 metros              | Ricardo Bralo · Argentina        | 8:44.3  | Raúl Inostroza · Chile           | 8:45.0  | Delfo Cabrera · Argentina        | 8:46.9  |
| 5 000 metros              | Raúl Inostroza · Chile           | 15:07.8 | Eusebio Guiñez · Argentina       | 15:14.0 | Sebastião Monteiro · Brasil      | 15:15.2 |
| 10 000 metros             | João Oitica · Brasil             | 33:01.2 | Sebastião Monteiro · Brasil      | 33:17.6 | Delfo Cabrera · Argentina        | 33:19.0 |
| Marcha atlética 20 milhas | Armando Sensini · Argentina      | 1:56:23 | Eusebio Guiñez · Argentina       | 1:57:17 | Joaquín da Silva · Brasil        | 1:59:00 |
| 110 metros barreiras      | Alberto Triulzi · Argentina      | 14.7 =  | Hélio Pereira · Brasil           | 15.3    | Jorge Undurraga · Chile          | 15.4    |
| 400 metros barreiras      | Sergio Guzmán · Chile            | 54.8    | Hermenelindo Alberti · Argentina | 54.9    | Víctor Henríquez · Chile         | 55.2    |
| 4×100 metros estafetas    | Argentina                        | 42.3    | Uruguai                          | 42.9    | Brasil                           | 43.5    |
| 4×400 metros estafetas    | Argentina                        | 3:16.0  | Chile                            | 3:17.0  | Brasil                           | 3:19.9  |
| Salto em altura           | Alfredo Jadresic · Chile         | 1.91    | Francisco Moura · Brasil         | 1.91    | Carlos Altamirano · Chile        | 1.88    |
| Salto à vara              | Lúcio de Castro · Brasil         | 3.90    | Federico Horn · Chile            | 3.80    | Sinibaldo Gerbasi · Brasil       | 3.80    |
| Salto em comprimento      | Francisco Moura · Brasil         | 7.10    | Guillermo Dyer · Peru            | 7.08    | Enrique Kistenmacher · Argentina | 7.07    |
| Salto triplo              | Geraldo de Oliveira · Brasil     | 15.16   | Carlos Vera · Chile              | 15.03   | Juan Gallo · Chile               | 14.33   |
| Arremesso de peso         | Emilio Malchiodi · Argentina     | 14.30   | Nadim Marreis · Brasil           | 14.05   | Julián Llorente · Argentina      | 13.94   |
| Lançamento de disco       | Karsten Brödersen · Chile        | 45.24   | Eduardo Julve · Peru             | 44.07   | Emilio Malchiodi · Argentina     | 43.92   |
| Lançamento do martelo     | Edmundo Zúñiga · Chile           | 49.07   | Juan Fusé · Argentina            | 47.95   | Dário Tavares · Brasil           | 45.97   |
| Lançamento do dardo       | Ricardo Héber · Argentina        | 59.59   | Lúcio de Castro · Brasil         | 57.37   | Efraín Santibáñez · Chile        | 56.59   |
| Decatlo                   | Enrique Kistenmacher · Argentina | 7011    | Eduardo Julve · Peru             | 6460    | Raimundo Rodrigues · Brasil      | 6328    |
| Corta-Mato                | Sebastião Monteiro · Brasil      | 37:28.9 | Reinaldo Gorno · Argentina       | 38:39.0 | Manuel Díaz · Chile              | 38:48.0 |

### Feminino
| Evento                  | Ouro                        | Ouro   | Prata                       | Prata | Bronze                   | Bronze |
| ----------------------- | --------------------------- | ------ | --------------------------- | ----- | ------------------------ | ------ |
| 100 metros              | Noemí Simonetto · Argentina | 12.4 = | Anegret Weller · Chile      | 12.7  | Melania Luz · Brasil     | 12.8   |
| 200 metros              | Anegret Weller · Chile      | 26.6   | Melania Luz · Brasil        | 26.6  | Adriana Millard · Chile  | 27.1   |
| 80 metros com barreiras | Noemí Simonetto · Argentina | 11.5   | Wanda dos Santos · Brasil   | 12.1  | María Spuhr · Argentina  | 12.2   |
| 4×100 metros estafetas  | Argentina                   | 49.9   | Brasil                      | 50.3  | Chile                    | 50.5   |
| Salto em altura         | Ilse Barends · Chile        | 1.60   | Noemí Simonetto · Argentina | 1.55  | Alice Willhöft · Brasil  | 1.45   |
| Salto em comprimento    | Noemí Simonetto · Argentina | 5.40   | Wanda dos Santos · Brasil   | 5.16  | Eliana Gaete · Chile     | 5.13   |
| Arremesso de peso       | Ingeborg Mello · Argentina  | 11.58  | Edith Klempau · Chile       | 11.27 | Elma Klempau · Chile     | 11.11  |
| Lançamento de disco     | Ingeborg Mello · Argentina  | 38.40  | Elma Klempau · Chile        | 36.49 | Noemia Assunção · Brasil | 34.02  |
| Lançamento do dardo     | Gerda Martín · Chile        | 38.22  | Ingeborg Mello · Argentina  | 36.08 | Ursula Holle · Chile     | 35.87  |

## Quadro de medalhas
| Ordem | País      | Medalha de ouro | Medalha de prata | Medalha de bronze | Total |
| ----- | --------- | --------------- | ---------------- | ----------------- | ----- |
| 1     | Argentina | 18              | 11               | 8                 | 37    |
| 2     | Chile     | 9               | 7                | 14                | 30    |
| 3     | Brasil    | 5               | 9                | 10                | 24    |
| 4     | Peru      | 0               | 4                | 0                 | 4     |
| 5     | Uruguai   | 0               | 1                | 0                 | 1     |

Legenda
| Recorde mundial       | Recorde mundial (World record)               |                       | Recorde africano                      | Recorde africano (African) |                                           | Q | Classificado por posição (Qualified) |
| Recorde do campeonato | Recorde do campeonato (Championship record)  | Recorde da América    | Recorde da América (Americas)         | q                          | Classificado por melhor tempo (Qualified) |   |                                      |
| Melhor marca do ano   | Melhor marca do ano (World leading)          | Recorde asiático      | Recorde asiático (Asian)              | DNS                        | Não largou (Did not start)                |   |                                      |
| Recorde nacional      | Recorde nacional (National record)           | Recorde europeu       | Recorde europeu (European)            | DNF                        | Não terminou (Did not finish)             |   |                                      |
| Recorde pessoal       | Recorde pessoal do atleta (Personal best)    | Recorde da Oceania    | Recorde da Oceania (Oceania)          | DSQ / DQ                   | Desclassificado (Disqualified)            |   |                                      |
| Recorde da temporada  | Recorde da temporada do atleta (Season best) | Recorde sul-americano | Recorde sul-americano (South America) | NM                         | Sem marca (No mark)                       |   |                                      |